# Patricia Popelier
Patricia Popelier (1970) is een Belgische juriste en hoogleraar. Ze is als gewoon hoogleraar verbonden aan de Universiteit Antwerpen.

## Academische loopbaan
Patricia Popelier is licentiaat in de rechten (UA) en promoveerde in 1997 tot doctor in de rechten met het proefschrift Rechtszekerheid als beginsel voor behoorlijke regelgeving. Met dat proefschrift won ze in 1998 de Fernand Collin-prijs voor Recht.
Ze is gewoon hoogleraar aan de Universiteit Antwerpen en doceert op de Faculteit Rechten de vakken Staatsrecht, Wetgevingsleer, Grondige studie Grondwettelijk recht en Comparative Federalism.
Popelier is sinds 1 oktober 2003 lid en sinds 25 januari 2013 General Director van de Antwerpse onderzoeksgroep Overheid en Recht (Government and Law). Ze is ook senior research fellow aan de Universiteit van Kent (Centre for Federal Studies) en copromotor van het interdisciplinaire Centre of Excellence GOVTRUST.
Ze is voorzitter van de Raad van de Antwerp Doctoral School en voorzitter van het Interuniversitair Centrum voor Wetgeving, ze zetelt voor "conferences en funding" in de raad van bestuur van de International Association of Legislation en ze is lid van de kernredactie van het tijdschrift “Theory and Practice of Legislation” (voorheen “Legisprudence”) en het Tijdschrift voor Wetgeving.
Popelier is lid van de expertengroep die onder andere de vragen opstelde voor de nationale burgerbevraging Een land voor de toekomst van de Belgische federale regering.
Ze wordt door de media regelmatig gevraagd om als expert uitleg te geven over gebeurtenissen die met haar vakgebied in contact komen.

## Prijzen
- Fernand Collin-prijs voor Recht (1998)[13]

## Publicaties
Popelier heeft meer dan 300 publicaties op haar naam.
- Popelier, P., Rechtszekerheid als beginsel voor behoorlijke regelgeving, Mortsel, Intersentia, 1997, 680 p. – ISBN 9789050950275
- Popelier, P., Cantillon, B. en Mussche, N., De gelaagde welvaartsstaat (Forum Federalisme), Mortsel, Intersentia, 2010, 286 p. – ISBN 9789400000292
- Popelier, P., Van de Heyning, C. en Van Nuffel, P., Human rights protection in the European legal order: the interaction between the European and the national courts (Law and Cosmopolitan Values), Mortsel, Intersentia, 2011, 380 p. – ISBN 9789400000292
- Popelier, P., Sinardet, D., Velaers, J. en Cantillon, B., België, quo vadis? (Forum Federalisme), Mortsel, Intersentia, 2012, 370 p. – ISBN 9789400002739
- Popelier, P., Verstraelen, S., Vanheule, D. en Vanlerberghe, B., The effects of judicial decisions in time (Ius Commune Europaeum), Mortsel, Intersentia, 2013, 286 p. – ISBN 9781780681887
- Popelier, P., Lambrecht, S. en Lemmens, K., Critisism of the European Court of Human Rights (Law and Cosmopolitan Values), Mortsel, Intersentia, 2016, 571 p. – ISBN 9781780684017

Daarnaast schreef ze nog talrijke artikels, waarnaar wordt verwezen in de Externe links van dit artikel.